# Oakland Raiders 1970
La stagione 1970 degli Oakland Raiders è stata l'11ª della franchigia, la prima nella National Football League dopo la fusione con l'American Football League. Nella sua nuova AFC West la squadra vinse il quarto titolo di division consecutivo, raggiungendo la finale di conference dove fu eliminata dai Baltimore Colts.
La stagione 1970 dei Raiders è ricordata per una serie di prestazioni di alto livello del placekicker/quarterback veterano George Blanda. Malgrado fosse stato svincolato nella pre-stagione 1970, fece ritorno nel roster dei Raiders per disputare la 21ª stagione della carriera. In una serie di cinque gare consecutive, Blanda uscì dalla panchina guidando una improbabile serie di rimonte. In quelle cinque gare Oakland vinse quattro volte e ne pareggiò una. Per le sue prestazioni Blanda fu premiato con il Bert Bell Award.

## Scelte nel Draft 1970
| Scelte dei Raiders nel Draft 1970 |        |                  |       |                  |
| Giro                              | Scelta | Giocatore        | Ruolo | College          |
| 1                                 | 24     | Raymond Chester  | TE    | Morgan St.       |
| 2                                 | 50     | Ted Koy          | TE    | Texas            |
| 3                                 | 76     | Gerald Irons     | LB    | Md-Eastern Shore |
| 4                                 | 102    | Tony Cline       | DE    | Miami (FL)       |
| 5                                 | 128    | Art Laster       | T     | Md-Eastern Shore |
| 6                                 | 154    | Alvin Wyatt      | DB    | Bethune-Cookman  |
| 7                                 | 180    | Steve Svitak     | LB    | Boise St.        |
| 8                                 | 207    | Mike Wynn        | DE    | Nebraska         |
| 9                                 | 232    | Ike Hill         | WB    | Catawba          |
| 10                                | 258    | Gordon Bosserman | T     | UCLA             |
| 11                                | 284    | Emery Hicks      | LB    | Kansas           |
| 12                                | 310    | Gerry Deloach    | G     | California-Davis |
| 13                                | 336    | Don Highsmith    | RB    | Michigan St.     |
| 14                                | 362    | John Riley       | K     | Auburn           |
| 16                                | 392    | Fred Moore       | WR    | Washington St.   |
| 16                                | 414    | Tim Roth         | DB    | South Dakota St. |
| 17                                | 439    | Eric Stolberg    | WR    | Indiana          |

## Calendario
| Stagione regolare |                       |      |       |            |        |
| Turno             | Avversario            | Ris. | Punt. | Primi down | Record |
| 1                 | at Cincinnati Bengals | S    | 21–31 | 13         | 0–1    |
| 2                 | at San Diego Chargers | P    | 27–27 | 23         | 0–1–1  |
| 3                 | at Miami Dolphins     | S    | 13–20 | 14         | 0–2–1  |
| 4                 | Denver Broncos        | V    | 35–23 | 25         | 1–2–1  |
| 5                 | Washington Redskins   | V    | 34–20 | 25         | 2–2–1  |
| 6                 | Pittsburgh Steelers   | V    | 31–14 | 15         | 3–2–1  |
| 7                 | at Kansas City Chiefs | P    | 17–17 | 22         | 3–2–2  |
| 8                 | Cleveland Browns      | V    | 23–20 | 21         | 4–2–2  |
| 9                 | at Denver Broncos     | V    | 24–19 | 16         | 5–2–2  |
| 10                | San Diego Chargers    | V    | 20–17 | 22         | 6–2–2  |
| 11                | at Detroit Lions      | S    | 14–28 | 18         | 6–3–2  |
| 12                | at New York Jets      | V    | 14–13 | 16         | 7–3–2  |
| 13                | Kansas City Chiefs    | V    | 20–6  | 23         | 8–3–2  |
| 14                | San Francisco 49ers   | S    | 7–38  | 17         | 8–4–2  |

## Classifiche
| AFC West Division  |   |   |   |      |       |       |     |     |     |
|                    | V | S | P | %    | DIV   | CONF  | PF  | PS  | STR |
| Oakland Raiders    | 8 | 4 | 2 | .667 | 4–0–2 | 7–2–2 | 300 | 293 | S1  |
| Kansas City Chiefs | 7 | 5 | 2 | .583 | 2–3–1 | 7–3–1 | 272 | 244 | S2  |
| San Diego Chargers | 5 | 6 | 3 | .455 | 2–2–2 | 4–4–3 | 282 | 278 | V1  |
| Denver Broncos     | 5 | 8 | 1 | .385 | 1–4–1 | 3–6–1 | 253 | 264 | S1  |

Nota: I pareggi non venivano conteggiati ai fini della classifica fino al 1972.